# Семейство Вибилии
Семейство Вибилии — небольшое семейство астероидов, расположенное в главном поясе. Семейство названо в честь первого астероида, классифицированного в эту группу — (144) Вибилия. Вполне возможно, что это группа астероидов движущихся по близким орбитам, имеет общее происхождение, то есть представляет собой фрагменты одного общего родительского тела, разрушенного в результате столкновения с другим астероидов.

## Крупнейшие астероиды этого семейства
| Имя           | Диаметр  | Большая полуось | Наклонение орбиты | Эксцентриситет орбиты | Год открытия |
| ------------- | -------- | --------------- | ----------------- | --------------------- | ------------ |
| (144) Вибилия | 141,8 км | 2,655 а. е.     | 4,807 °           | 0,235                 | 1875         |